# Javier Matilla
Javier Magro Matilla (ur. 16 sierpnia 1988 w Quero) – hiszpański piłkarz występujący na pozycji pomocnika w Gimnàstic Tarragona.